# La Ferté-Hauterive
La Ferté-Hauterive é uma comuna francesa na região administrativa de Auvérnia-Ródano-Alpes, no departamento Allier. Estende-se por uma área de 19,5 km². Em 2010 a comuna tinha 295 habitantes (densidade: 15,1 hab./km²).